# 沖縄県立那覇みらい支援学校
沖縄県立那覇みらい支援学校（おきなわけんりつ なはみらいしえんがっこう）は、沖縄県那覇市古波蔵に所在する特別支援学校である。知的障害、肢体不自由、病弱の児童・生徒を対象とし、小学部・中学部・高等部を設置している。2022年（令和4年）に開校した。

## 沿革
- 2016年10月 - 沖縄県教育委員会会議において、那覇市古波蔵の県有地17,866㎡に学校設置並びに基本方針を決定。
- 2019年3月 - 基本設計及び実施設計を実施。
- 2019年11月 - 県教育委員会会議において校名を「沖縄県立那覇みらい支援学校」と決定。
- 2021年2月 - 「沖縄県高等学校等の設置に関する条例の一部を改正する条例」が議決され、同年10月1日に学校設置が決定。
- 2021年4月1日 - 県立学校教育課（八汐莊内）に「那覇みらい支援学校開校準備室」を設置。
- 2021年8月17日 - 校舎施設建築設備工事完了。校舎引き渡し（教育庁）。
- 2021年10月1日 - 沖縄県立那覇みらい支援学校設置。
- 2022年2月21日 - 外構整備工事完了。
- 2022年2月24日 - グラウンド整備工事完了。
- 2022年4月7日 - 開校式（沖縄県教育長より開校宣言）、始業式。転入学生：小学部81名、中学部40名、高等部48名、計169名。
- 2022年4月11日 - 入学式。小学部1年19名、中学部1年16名、高等部1年35名、計70名が入学。
- 2022年4月12日 - 給食開始（小学部1年を除く児童生徒対象）。
- 2022年9月30日 - 感謝会を開催[1]。

## 学区
知的障害教育部門
- 那覇市
  - 那覇市立松城中、石田中、真和志中、神原中、那覇中、上山中、首里中、仲井真中、寄宮中、古蔵中、鏡原中学校校区
- 豊見城市
  - 豊見城市立とよみ小学校区

肢体不自由教育部門、病弱教育部門
- 那覇市
  - 那覇市立石田中、仲井真中、寄宮中、古蔵中、神原中、上山中、鏡原中、小禄中、金城中、那覇中学校区域（那覇市立若狭小学校および那覇市立那覇小学校区）
- 豊見城市
  - 豊見城市立とよみ小学校区[2]

## 施設概要
- 駐車台数：80台
- 建築面積：6,450.63㎡
- 延床面積：18,052.82㎡
- 文部面積：15,693㎡
- 最高高さ：19.95m
- 設備
  - 校舎棟：エアコン（電気）
  - 屋内運動場・プール棟：温水プール・エアコン（諸室：電気）・エアコン（アリーナ：ガス）
- 校舎棟
  - 建築面積：4,647.57㎡
  - 階数：地上4階建
  - 延床面積：14,164.58㎡
  - 構造：鉄筋コンクリート造（一部鉄骨）
- 屋内運動場・プール棟
  - 建築面積：1,568.52㎡
  - 階数：地上3階建
  - 延床面積：3,676.58㎡
  - 構造：鉄筋コンクリート造（一部鉄骨・一部PC）
- 屋外施設（トイレ、農具置場、土置場、温室）
  - 建築面積：234.56㎡
  - 階数：地上1階建
  - 延床面積：211.68㎡
  - 構造：鉄筋コンクリート造、鉄骨造[1]

## 所在地
〒900ｰ0024　沖縄県那覇市古波蔵4丁目10番17号

## 周辺施設
- 沖縄協同病院